# Marie de Rohan
Marie Aimée de Rohan (prosinec 1600 – 12. srpna 1679) byla francouzská dvorní dáma a politička, proslulá tím, že byla centrem mnoha intrik ve Francii během první poloviny 17. století. V různých zdrojích je často psána jednoduše jako Madame de Chevreuse .

## Dětství
Marie de Rohan, také známá jako Mademoiselle de Montbazon, byla dcerou Hercula, vévody de Montbazon, guvernéra Paříže a Île-de-France, francouzského paira, hlavního lovčího a hostujícího prince (potomek bretaňských vévodů) na francouzském královském dvoře Jindřicha IV. Jako hlava rodu Rohanů vlastnil velká panství v Bretani a v Anjou. Její matka byla Madeleine de Lenoncourt, která zemřela dva roky po jejím narození.
Jejím nejmladším nevlastním bratrem byl François, princ de Soubise, zakladatel linie Soubise z rodu Rohanů. Jeho manželkou se stala Anne de Rohan-Chabot, Madame de Soubise, která byla později jednou milenkou Ludvíka XIV.

## První manželství
Dne 13. září 1617 se Marie de Rohan provdala za Charlese d'Alberta, hraběte de Luynes, oblíbence krále Ludvíka XIII. Sám se zasloužil o rozvoj jejích bezohledných politických intrik a představil ji u dvora. V prosinci 1618 ji Ludvík XIII. jmenoval na nově vytvořený post vrchní správkyně královniny domácnosti, což přimělo hlavní dvorní dámu (première dame du palais), mnohem starší a nyní přeskočenou vévodkyni Laurence de Montmorency, vdově po konetáblovi Jindřichovi I. de Montmorency, aby na protest rezignovala. Zpočátku byla královna Anna Rakouská žárlivá a neměla ráda Madame de Luynes, protože jí král věnoval příliš mnoho pozornosti, ale nakonec díky jejímu vytrvalému úsilí se její vliv na královnu stal bezkonkurenčním.

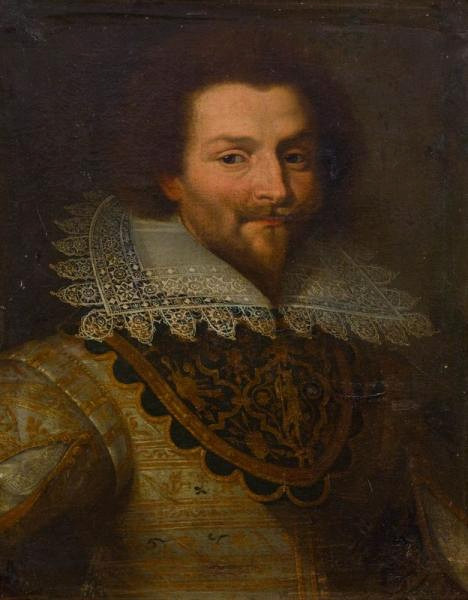
Charles d´Albert, vévoda de Luynes

Na Štědrý den roku 1620 porodila Marie de Rohan za přítomnosti královny svému choti syna a dědice Louise Charlese, pojmenovaného po králi a jeho otci. Na oslavu této události se rozezněly zvony v pařížském kostele a na středověkém hradě v Caen, kde král a vévoda v tu dobu pobývali, se střílelo z děl. Jejich syn byl pokřtěn v Paříži, Ludvík XIII. byl kmotrem a kmotrou byla královna matka Marie Medicejská. Křtu se zúčastnil celý dvůr a krále prý stál 80 000 livrů. Poté, co Luynes zemřel na spálu v roce 1621,  Louis Charles se stal druhým vévodou de Luynes a oženil se s vlastní tetou, sestrou své matky, Annou de Rohan. Jeho dcera Jeanne Baptiste, současně Mariina vnučka a neteř, byla milenkou Viktora Amadea II. Sardinského a předkem savojských králů Itálie.

## Druhé manželství
Vévodkyně vdova de Luynes zdědila vévodův pařížský palác (hôtel particulier) na rue Saint-Thomas-du-Louvre. Krátce před svatbou 21. dubna 1622 jej prodala svému budoucímu manželovi Claudovi de Lorrain, vévodovi de Chevreuse. Její nový manžel jej nechal v letech 1622–1623 přestavět královským architektem Clémentem Métezeauem, kdy se z něj stal nový Palác de Chevreuse (Hôtel de Chevreuse) Z tohoto druhého manželství vzešly tři dcery. Dvě z nich se staly jeptiškami, Anne-Marie de Lorrain (1625–1652), abatyše v Pont-aux-Dames, a Henriette de Lorrain (1631–1693), abatyše z Jouarre a později v Port-Royal. Třetí dcera Charlotte-Marie de Lorrain (1627–1652), která se nezdařil sňatek s Armandem de Bourbon, princem de Conti, se stala milenkou kardinála de Retz a hrála roli ve Frondě, ale nikdy se neprovdala.

## Pád do nemilosti a spiknutí
Ještě před uzavřením svého druhého sňatku upadla vévodkyně de Luynes do královy nemilosti poté, co povzbuzovala těhotnou královnu k hrám v koridorech Louvru. Královna při hře upadla a druhý den potratila. Vévodkyně byla za to vykázána králem ode dvora. Ta však využila svého milence, vévodu de Chevreuse a přesvědčila jej, aby se s ní oženil bez králova svolení. Král potom sňatek respektoval, a protože oceňoval vévodu de Chevreuse, tak dále trpěl jeho novomanželku u dvora.

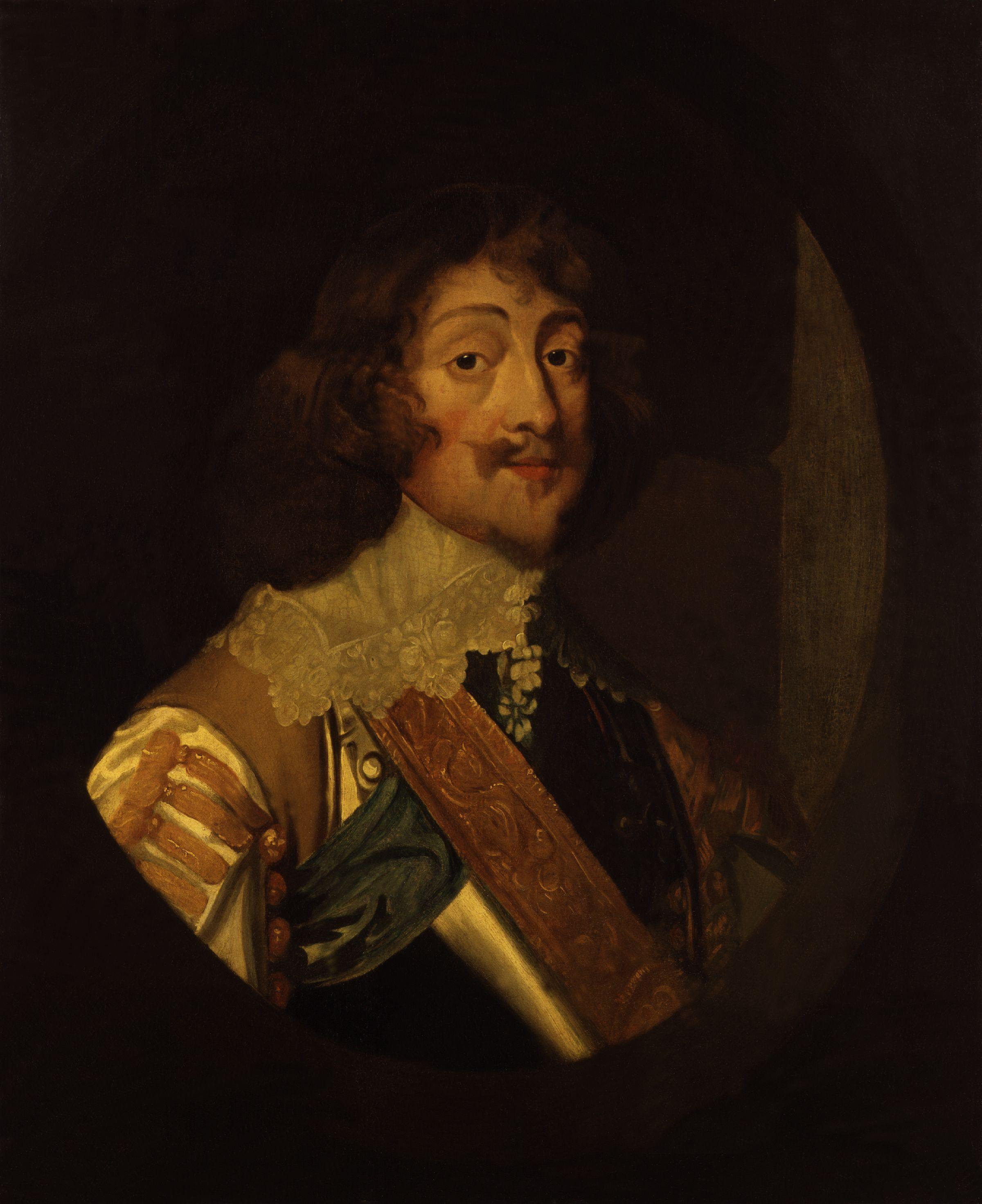
Henry Rich, 1. Lord Holand (sir Anthony Van Dyck)

Ve své snaze získat zpět své ztracené postavení provokovala nebo podporovala spiknutí u královského dvora všeho druhu. Velmi známá byla Buckinghamova aféra (1623–1624) – intrika, kterou mohla uplést díky spolupráci svého tehdejšího anglického milence Henryho Riche, pozdějšího Lorda Hollanda a dalších vysoce postavených aristokratů stojících v opozici proti kardinálovi Richelieu. Touto intrikou však vážně kompromitovala královnu. Ta zjevně neprohlédla zhoubný účinek rad své přítelkyně a ihned se nechala aktivně zaplést do další vévodkyniny intriky. Tentokrát bylo oficiálním cílem znemožnění uzavření sňatku králova bratra Gastona Orleánského, v té době následníka trůnu, s vévodkyní de Montpensier. Tento sňatek naopak prosazoval král a Marie Medicejská. Královna byla vévodkyní přesvědčena, že se otřese její postavení, pakliže zplodí Gaston s manželkou potomka. Snahou královny se tedy stalo znemožnit uzavření sňatku, aby v případě úmrtí krále si ji mohl vzít za manželku Gaston. K přesvědčování věčně nerozhodného a nespolehlivého Gastona Orleánského využila v roce 1626 vévodkyně de Chevreuse svého aktuálního milence hraběte de Chalaise. Chalais, hluboce zapletený do intriky, přišel 19. srpna 1626 o hlavu, zatímco vévodkyně de Chevreuse byla vykázána na zámek v Poitou, nicméně raději uprchla do Lotrinska. Tam brzy navázala románek s Karlem IV., vévodou lotrinským, který se za ni přimluvil a umožnil jí vrátit se do Francie. Jakmile však vévodkyně začala žít v Dampierre, tak její podvracení královské moci dále pokračovalo.

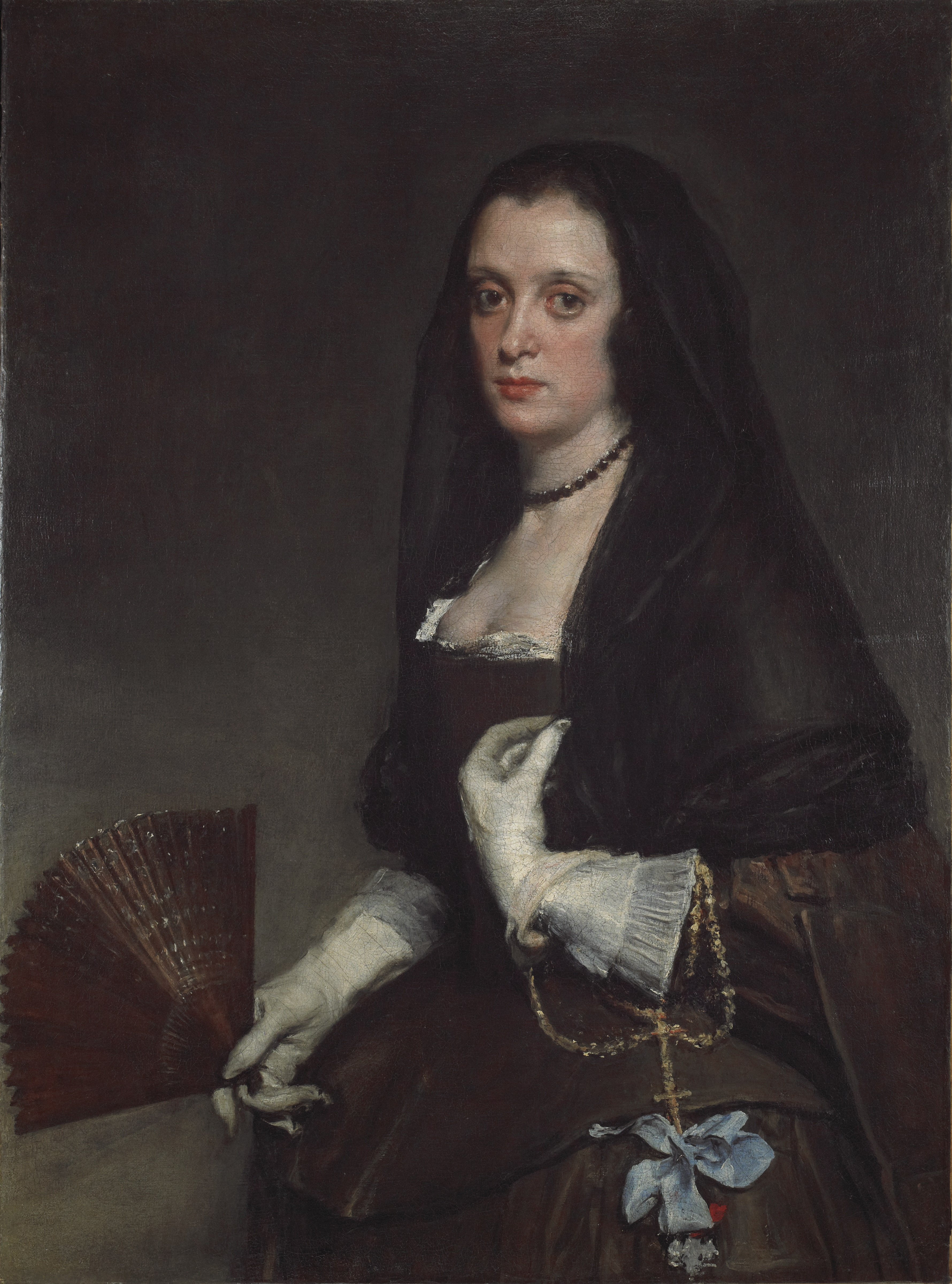
Velázquezova Dáma s vějířem je údajně podobou vévodkyně, ačkoli rysy na malbě se pozoruhodně liší od jiných dochovaných portrétů Marie Aimée.

Byla součást všech intrik cizích mocností proti Francii. Dokázala přesvědčit strážce pečeti Charlese de l'Aubespine, markýze de Châteauneuf, aby se kvůli ní zruinoval a vynášel pro ni informace přímo z královské rady, navázal jednání s Lotrinskem a se Španělskem proti Francii (1633). V roce 1637 byla zachycena tajná korespondence královny Anny se španělským králem Filipem IV. V důsledku toho uprchla vévodkyně de Chevreuse do Španělska, poté do Anglie, a nakonec do Flander. V roce 1641 byla součástí spiknutí hraběte de Soissons. Po smrti krále Ludvíka XIII. v roce 1643 byla v jeho závěti nalezena klauzule zakazující návrat vévodkyně do Francie. Rozhodnutím pařížského parlamentu o zrušení závěti Ludvíka XIII. došlo ke zrušením i této klauzule.
Po smrti Richelieu byla na čas opět ve Francii a podílela se na spiknutí, které vedl Chateauneuf proti Mazarinovi. Spiknutí bylo poraženo v roce 1643 a skončilo zatčením a vyhnanstvím Césara de Bourbon, vévody de Vendôme a dalším útěkem vévodkyně de Chevreuse. V průběhu Frondy se na čas mezi roky 1649 až 1650 usmířila s Mazarinem. Jakmile ale došlo ke spojení parlamentární Frondy a Frondy princů v roce 1651, tak se přidala na stranu vzbouřených šlechticů.
Po smrti vévody de Chevreuse v roce 1657 prodala nynější vévodkyně vdova de Chevreuse svůj palác na rue Saint-Thomas-du-Louvre vévodovi de Candale, který jej přejmenoval po svém otci Bernardovi de Nogaret, vévodovi d'Épernon. V roce 1660 nechala postavit nový palác Chevreuse (Hôtel de Chevreuse) na rue Saint-Dominique podle návrhů architekta Pierra Le Mueta.
Zemřela stářím v klášteře Gagny (Seine-Saint-Denis département) v roce 1679.

## Životopisy
Victor Cousin vydal její biografii v roce 1856, později byla publikována v anglickém překladu Mary L. Booth v roce 1871. H. Noel Williamsova kniha A Fair Conspirator: Marie de Rohan, Duchesse de Chevreuse byla publikována v roce 1913. V rámci moderní biografie lze uvést Denise Tillinaca (L'Ange du désordre, (Paříž: Robert Laffont) 1985, Christiana Bouyera, La Duchesse de Chevreuse: L'Indomptable et voluptueuse adversaire de Louis XIII (Paříž: Pygmalion-Gérard Watelet) 2002 a Georgesa Poissona (Paříž: Librairie Académique Perrin) 1999.

## V beletrii
Alexandre Dumas ji uvedl v zápletce Tří mušketýrů, ve kterých je údajnou milenkou mušketýra Aramise, a Dvacet let poté, kde je Raoul, hrdina třetího románu Dumasovy trilogie, tajným synem vévodkyně de Chevreuse a mušketýra Athose.
Chalaisovu aféru využívá jako zápletku Gaetano Donizettiho v tragické opeře Maria di Rohan, která debutovala v divadle Kärntnertor ve Vídni 5. června 1843, po níž následoval úspěch v Paříži v listopadu 1843.
Wendy Albiston ji ztvárnila v roce 2002 v Doctor Who v audiodramatu The Church and the Crown.
Juliette Benzoni vydala dva romány ve francouzštině založené na jejím životě: Marie des intriques (2004) a Marie des passions (2005).

## Manželství a potomci
- 13. září 1617 se v Paříži provdala za Charlese d'Alberta, vévodu z Luynes; spolu měli jednoho syna;
  - Louis Charles d'Albert de Luynes, vévoda z Luynes (25. prosince 1620 – 10. října 1690), který se třikrát oženil:
    - Louise Marie Seguier, markýza d'O v roce 1641, s potomstvem
    - Anne de Rohan (dcera Hercula, vévody de Montbazonu ) v roce 1661, s potomstvem
    - Marguerite d'Aligre v roce 1685, bezdětné manželství
- 20. dubna 1622 se znovu oženil s Claudem de Lorraine, vévodou de Chevreuse v Paříži, spolu měli tři dcery;
  - Anne Marie de Lorraine (1624 – 5. srpna 1652) se nikdy neprovdala; abatyše z Remiremontu a Pont-aux-Dames;
  - Charlotte Marie de Lorraine, mademoiselle de Chevreuse (1626 – 7. listopadu 1652) se nikdy neprovdala;
  - Henriette de Lorraine (1631 – 25. ledna 1694) se nikdy neprovdala; abatyše v Notre Dame, Jouarre.